# 안산소방서
안산소방서(安山消防署, Ansan Fire Station)는 경기도 안산시를 관할하는 경기도 소방재난본부 산하의 소방서이다.
소방서장은 소방정으로 보한다.

## 조직
| - 소방행정과 - 소방행정팀 - 장비팀 | - 재난안전과 - 예방팀 - 민원팀 | - 현장대응단 - 작전1·2·3팀 - 상황실 |

## 관할센터 및 관할구역
안산소방서는 10개의 119안전센터와 1개의 구조대를 산하에 두고 있다.
| 명칭                 | 사진 | 주소                   | 관할구역                             | 지역대       |
| -------------------- | ---- | ---------------------- | ------------------------------------ | ------------ |
| 고잔119안전센터      |      | 단원구 화랑로 407      | 단원구 고잔1·2동, 와동, 성포동       |              |
| 원시119안전센터      |      | 단원구 동산로 31       | 단원구 초지동 일부                   |              |
| 선부119안전센터      |      | 단원구 선부광장서로 43 | 단원구 선부1·2·3동                   |              |
| 성곡119안전센터      |      | 단원구 장자골로 66     | 단원구 초지동 일부, 원곡본동 일부    |              |
| 월피119안전센터      |      | 상록구 충장로 645      | 상록구 월피동, 안산동                |              |
| 군자119안전센터      |      | 단원구 번영1로 45      | 단원구 초지동 일부                   |              |
| 사동119안전센터      |      | 상록구 항가울로 230    | 상록구 사동, 일동, 이동, 본오1·2·3동 | 상록수출동대 |
| 대부119안전센터      |      | 단원구 영전로 375      | 단원구 대부동                        |              |
| 반월119안전센터      |      | 상록구 건지미길 48     | 상록구 반월동                        |              |
| 신길119안전센터      |      | 단원구 삼일로 50       | 단원구 신길동                        |              |
| 안산소방서 119구조대 |      | 단원구 화랑로 407      | 경기도 안산시 일원                   |              |

## 같이 보기
- 대한민국 소방청
- 대한민국의 소방
- 소방관 계급